# Aracy Balabanian
Aracy Balabanian (Campo Grande, Mato Grosso del Sur, 22 de febrero de 1940-Río de Janeiro, 7 de agosto de 2023) fue una actriz brasileña.

## Biografía
Sus padres llegaron a Brasil desde Armenia, escapando del Genocidio llevado a cabo por los otomanos. Se establecieron en Campo Grande, capital del estado de Mato Grosso del sur, donde nacieron Aracy y sus hermanos. Su padre fue Rafael Balabanian, un comerciante, y su madre se llamaba Esther Balabanian, ama de casa.
A los quince años, se trasladó a São Paulo con siete hermanos y ayudó a sus padres en la crianza de sus hermanos menores. Pasó el examen de ingreso de Ciencias Sociales, pero abandonó la Sociología para dedicarse al teatro, su verdadera pasión.

## Carrera
Su debut en la televisión fue en la obra Antígona, de Sófocles, montada por la TV Tupi. Al contrario de la carrera de Aracy, su padre solo acepta la elección su hija en 1968, cuando protagonizó junto con Sergio Cardoso en la telenovela Antônio Maria.
Se convirtió en una de las más grandes intérpretes del medio teatral, creando personajes memorables como la idealista Violeta de O Casarão (1976), de Lauro César Muniz; la sufrida Maria Faz-Favor de El corazón con alas (1980-81), de Janet Clair; la ardilosa Marta de Ti Ti Ti (1985-86) y la misteriosa Maria Fromet de Lo que soy el rey? (1989), ambas de Cassiano Gabus Mendes; la excéntrica doña Armenia de las novelas La reina de la chatarra (1990) y Deus Nos Acuda (1992-1993), ambas de Silvio de Abreu, y el que es quizás su más notable, la perversa y autoritaria matriarca Filomena Ferreto de La próxima víctima (1995), también de Silvio de Abreu. Otra papel es el de Gemma Matolli, en la novela Passione, escrita por Silvio de Abreu. Gemma es la gran protectora de la familia Matolli, en especial de su hermano Toto (Tony Ramos); es este uno de sus roles principales.
Trabajó un par de veces en el cine y en el teatro, se puede destacar sus actuaciones en obras de teatro dirigidas por Ademar Guerra como Hair, de 1968, y la interpretación de Clarice Lispector en Clarice Coração Selvagem, realizada en 1998. Su personaje más conocido por el público en general en el teatro fue la socialite decadente Cassandra, en el humorístico Sai de Baixo, grabado en vivo en el Teatro Procopio Ferreira de 1996 de 2002 para la Globo.

## Filmografía

### Televisión
| Año       | Título                                     | Papel                                              | Canal                 |
| --------- | ------------------------------------------ | -------------------------------------------------- | --------------------- |
| 1964      | Marcada por el amor                        | Lúcia                                              | TV Record             |
| 1966      | O Amor Tem Cara de Mulher                  | Matilde                                            | TV Tupi               |
| 1966      | Um Rostro Perdido                          | Alba                                               | TV Tupi               |
| 1967      | Angústia de Amar                           | Jane                                               | TV Tupi               |
| 1967      | Meu Filho , Minha Vida                     | Nellie                                             | TV Tupi               |
| 1967      | Sublime Amor                               | Helena                                             | TV Excelsior          |
| 1968      | Antônio Maria                              | Heloísa                                            | TV Tupi               |
| 1969      | Nino, o Italianinho                        | Bianca                                             | TV Tupi               |
| 1971      | A Fábrica                                  | Isabel                                             | TV Tupi               |
| 1972      | O Primeiro Amor                            | Giovana                                            | Rede Globo            |
| 1972      | Vila Sésamo                                | Gabriela                                           | Rede Globo TV Cultura |
| 1974      | Corrida do Ouro                            | Teresa                                             | Rede Globo            |
| 1975      | Bravo!                                     | Cristina Lemos                                     | Rede Globo            |
| 1976      | O Casarão                                  | Violeta Souza                                      | Rede Globo            |
| 1977      | Locomotivas                                | Milena Cabral                                      | Rede Globo            |
| 1978      | Pecado Rasgado                             | Teca                                               | Rede Globo            |
| 1980      | Coração Alado                              | Maria Faz Favor                                    | Rede Globo            |
| 1981      | Brilhante                                  | Vera Mesquita                                      | Rede Globo            |
| 1982      | Elas por Elas                              | Helena Aranha Muniz                                | Rede Globo            |
| 1983      | Guerra dos Sexos                           | Greta                                              | Rede Globo            |
| 1984      | Transas e Caretas                          | Ana                                                | Rede Globo            |
| 1985      | Ti Ti Ti                                   | Marta                                              | Rede Globo            |
| 1986      | Manía de Querer                            | Lúcia                                              | Rede Manchete         |
| 1987      | Helena                                     | Úrsula                                             | Rede Manchete         |
| 1989      | Que Rei Sou Eu?                            | Maria Fromet / Lenore Gaillard                     | Rede Globo            |
| 1990      | Rainha da Sucata                           | Dona Armênia                                       | Rede Globo            |
| 1991      | Felicidade                                 | Paquita                                            | Rede Globo            |
| 1992      | Deus Nos Acuda                             | Dona Armênia                                       | Rede Globo            |
| 1994      | Pátria Minha                               | Rosário                                            | Rede Globo            |
| 1994      | A Desinibida do Grajaú                     | Esperança                                          | Rede Globo            |
| 1995      | La próxima víctima                         | Filomena Ferreto                                   | Rede Globo            |
| 1995      | Engraçadinha... Seus Amores e Seus Pecados | Dona Geninha                                       | Rede Globo            |
| 1996-2002 | Sai de Baixo                               | Cassandra Mathias Salão Pereira                    | Rede Globo            |
| 2001      | Brava Gente                                | Custódia                                           | Rede Globo            |
| 2002      | Sabor da Paixão                            | Hermínia Lemos                                     | Rede Globo            |
| 2003      | Linha Direta                               | Ana Rosa Naves                                     | Rede Globo            |
| 2004      | El color del pecado                        | Germana Cordiolli Lambertini                       | Rede Globo            |
| 2005      | A Lua Me Disse                             | Leontina Sá Marques                                | Rede Globo            |
| 2007      | Eterna Magia                               | Inácia Finnegan                                    | Rede Globo            |
| 2008      | Casos e Acasos                             | Amélia (un episodio)                               | Rede Globo            |
| 2008      | Queridos Amigos                            | Teresa Fernandes Moretti                           | Rede Globo            |
| 2008      | Toma Lá, Dá Cá                             | Shafika Sarakutian (episodio: A Ilha do Dr. Ladir) | Rede Globo            |
| 2008      | O Natal do Menino Imperador                | D. Mariana                                         | Rede Globo            |
| 2010      | Passione                                   | Gemma Mattoli                                      | Rede Globo            |
| 2012      | Encantadoras                               | Máslova Tilman                                     | Rede Globo            |
| 2013      | Louco por Elas                             | Cândida                                            | Rede Globo            |
| 2013      | Sai de Baixo                               | Cassandra Mathias Salão Pereira                    | Rede Globo            |
| 2013      | Saramandaia                                | Doña Eponina Camargo (Pupu)                        | Rede Globo            |
| 2014      | Hombre nuevo                               | Iracema Avelar                                     | Rede Globo            |
| 2016      | Relaciones peligrosas                      | Consuelo                                           | Rede Globo            |
| 2016      | Sol Nascente                               | Geppina                                            | Rede Globo            |
| 2017      | Pega Pega                                  | Mariazinha Pires de Sabóia                         | Rede Globo            |

### Cine
- 1998: Policarpo Quaresma, Herói do Brasil,[2] Maricota
- 1998: Caramujo-flor,[2] mujer de vestido negro
- 1975: A Primeira Viagem,[2] Irene

### Teatro
- 1963: Os Ossos do Barão[2]
- 1966: Oh, qué delícia de guerra[2]
- 1969: Hair[2]
- 1977: Brecht, segundo Brecht
- 1980: A Direita do Presidente
- 1985: Boa noite Mãe[2]
- 1985: O Tempo e os Conways[2]
- 1988: Folias no Box[2]
- 1991: Fulaninha e Dona Coisa
- 1995: Dias Felizes
- 1998: Clarice Coração Selvagem[2]
- 2006: Comendo entre as refeições